# SXRD
SXRD (Silicon X-tal Reflective Display) è una tecnologia di Sony usata per i proiettori. È una variante della tecnologia LCD in cui i cristalli liquidi sono su silicio. Rispetto alla tecnologia DLP, hanno un contrasto molto maggiore e minori tempi di risposta.
Alcuni televisori facenti uso di questa tecnologia erano il KDS-55A2000 e KDS-70R2000, oltre ai proiettori da cinema con risoluzione 4096x2160 pixel (4K).
La tecnologia SXRD è utilizzata anche su videoproiettori Mitsubishi con visualizzazione 3D.